# Pillmatún
El pillmatún (del mapudungún: pillmatun) es una actividad tradicional mapuche con fines de ejercicio o deportivos. Guarda cierta semejanza y es un antecesor del deporte internacional dodgeball, creado en el siglo XX.

## Descripción
El juego consiste en intentar golpear el cuerpo del contrincante, lanzando una pillma, pelota de paja o de madera liviana (como el corcho), por debajo de la pierna, mientras el rival intenta esquivar el golpe pero sin abandonar la posición en la que se encuentra, pudiendo torcerse, saltar o tenderse en el suelo y luego levantarse con rapidez. La forma de golpear la pelota es poniendo la mano en forma de 'pala' (a la manera de una raqueta) y golpeándola siempre por debajo de la pierna (pudiendo dar un pequeño salto con el fin de lograr este objetivo). El que es alcanzado por la pelota, pierde un punto, hasta llegar al número acordado (usualmente 6).

Se hace poniéndose en rueda, ocho o diez mozos desnudos de la cintura para arriba y arrojándose de unos a otros una pelota de madera esponjosa como el corcho: cada uno procura rebatirla con la palma de la mano o con cuanta fuerza puede, y herir alguno de la banda contraria: la gala y ventaja del buen jugador está en hurtar el cuerpo al golpe, pero sin dejar el puesto, por lo cual es de ver con qué presteza se vuelven y revuelven, se levantan y bajan, saltan y se echan de espaldas o de bruces y de este modo se hacen fuertes y ágiles para el furor de la guerra, que es el centro a que enderezan las líneas de sus cuidados.

Historia militar, civil y sagrada de la conquista y pacificación del Reino de Chile de Miguel de Olivares (siglo XVIII).

### Número de jugadores
Consta de un grupo de 8 a 10 jugadores distribuidos en círculo, cada uno a dos brazos de distancia del otro.

### Implementos de juego
Una pillma, pelota de paja o de madera liviana, de un tamaño un poco mayor a una pelota de tenis.

### Finalidad del juego
Alcanzar al rival con la pelota, marcando un punto.

### Puntuación
Al igual que en el palín, era usual apostar entre los competidores. Quien logra ser alcanzado por la pelota, pierde un punto, hasta el número acordado (usualmente 6) entre los jugadores, con lo que perdía lo apostado.